# High-dynamic-range video
High-dynamic-range video o HDR video (video ad ampia gamma dinamica) è una tecnologia che, applicata a un filmato con curva di gamma convenzionale (SDR), è in grado di ampliarne la gamma, col risultato di restituire video con una maggior varietà di colori (dai bianchi più luminosi ai neri più scuri), e quindi anche una maggior fedeltà ai colori così come appaiono in natura.
Un video SDR, che usa una curva di gamma convenzionale con una profondità di colore a 8 bit per campione, ha una gamma dinamica di 6 stop (26=64:1). Quando un contenuto HDR è visualizzato con 2000 cd/m2 e una profondità di colore di 10 bit per campione, ha una gamma dinamica di 200.000:1 o 17,6 stop.

## Impiego commerciale
Nei prodotti audiovisivi la tecnologia HDR video è stata integrata per la prima volta con l'avvento dello standard 4K Ultra HD, caratterizzato da una risoluzione di 3840×2160 pixel. I principali standard sviluppati sono quattro:
- HDR10 Media Profile, meglio conosciuto come HDR10: è stato annunciato il 27 agosto 2015 dalla Consumer Technology Association (CTA) degli Stati Uniti. Fa uso dello spazio dei colori BT.2020 e di una codifica dei colori a 10 bit. Si tratta di un formato open source e presenta metadati statici, cioè metadati che hanno una curva di luminosità calibrata sulla scena più luminosa dell'intero filmato e che resta fissa dall'inizio alla fine del filmato stesso.
- Dolby Vision: è uno standard sviluppato dalla Dolby Laboratories, che come l'HDR10 fa uso dello spazio dei colori BT.2020, ma usa una codifica dei colori a 12 bit (anche se non esistono ancora pannelli a 12 bit) e di metadati sia statici sia dinamici, cioè metadati la cui curva di luminosità può variare anche scena per scena e persino fotogramma per fotogramma. Per poter essere integrato negli apparecchi (lettori Ultra HD Blu-ray, televisori, monitor e videoproiettori 4K) è sufficiente un aggiornamento firmware, ma trattandosi di uno standard proprietario, i produttori devono pagare una licenza a Dolby per ogni apparecchio. Per questo standard è stato creato un logo di riconoscimento.
- HDR10+: è un'evoluzione dell'HDR10 annunciata il 20 aprile 2017 da Samsung e Prime Video e sviluppata dal consorzio HDR10+ Technologies, fondato da Samsung, Panasonic e 20th Century Fox. Il suo scopo è rimediare al principale limite dell' HDR10 rispetto al Dolby Vision, ossia la mancanza di metadati dinamici. La sua integrazione negli apparecchi con HDR10 può avvenire con un semplice aggiornamento firmware[2]. Un altro miglioramento riguarda la massima luminosità ottenibile: HDR10+ riesce a raggiungere 4000 nit, contro i soli 1.000 di HDR10. Anche per questo standard è stato creato un logo, presentato ufficialmente il 7 gennaio 2018 al CES di Las Vegas, insieme con il sito ufficiale (hdr10plus.org) e all'avvio di un programma di certificazione[3].
- Hybrid Log-Gamma (HLG): è lo standard sviluppato a partire dal 2015 dalla BBC insieme alla giapponese NHK per le trasmissioni televisive (via satellite o via digitale terrestre), anche per quelle trasmesse in diretta. Questo standard combina la gamma dinamica standard (SDR) e l'alta gamma dinamica (HDR) in un solo segnale video, cosa che permette di risparmiare banda e restare compatibile anche con i televisori 4K che non sono in grado di ricevere trasmissioni in HDR[4]. HLG è stato aggiunto a SBTVD nel 2019.

Rispetto al Full HD la vera innovazione portata dalla tecnologia 4K Ultra HD non è costituita dalla risoluzione maggiore ma proprio dalla miglior qualità dell'immagine permessa dall'HDR.

## Altri standard
- Quantizzatore percettivo
- SL-HDR1
- DisplayHDR 1000[6]
- Display HDR (introdotta nel 2018 da VESA)[6]
- DisplayHDR True Black per schermi OLED e microLED (introdotta nel 2019 da VESA)[6]